# Severna kapija: Duhovi prošlosti
Severna kapija: Duhovi prošlosti je prvi deo serijala o Severnoj kapiji za koji je planirano četiri nastavka. Ovaj serijal, namenjen mladima, delo je mladog pisca Danijela Jovanovića.  Pomenuti roman je prvi put objavljen 20. aprila 2015. godine u izdanju društva za afirmaciju kulture “Presing” iz Mladenovca. Ilustrovano izdanje objavljeno je 22. оktobra 2016. u izdanju izdavačke kuće "Vrane" iz Niša. Ilustracije za ovo izdanje radila je Aleksandra Јevtović. 

## Radnja knjige
Severna kapija je priča koja prati Suzanu, trinaestogodišnju devojčicu sa sela koja dobija stipendiju za jednu od najelitnijih srednjih škola u Evropi. Srećna zbog ukazane prilike i tužna što se po prvi put odvaja od kuće, devojčica kreće u nepoznato. Vrlo brzo otkriće da čuvena “Severna kapija”, smeštena na izolovanom planinskom predelu, nije obična škola i da krije mnoge tajne zakopane duboko u prošlosti. Kada misteriozne pojave u obliku životinja počnu da progone junakinju i njene drugove, čitava priča dobija sasvim drugi ton. Rastrzana između gomile školskih obaveza, nekolicine neprijatnih profesora, surove nadzornice i  neobjašnjivih snova koji je gotovo svake noći opsedaju, Suzana pronalazi ulaz u paralelni svet. Stara kapija skrivena u zapuštenom delu planinskog imanja do koje ih duhovi odvode predstavlja sponu između njihovog sveta i sveta zaboravljenih legendi iz starih slovenskih verovanja.
Rizikujući svoje živote, suočavajući se sa najstrašnijim stvorenjima iz starih slovenskih priča, zapostavljajući školsko gradivo i trpeći surove kazne, devojčica i njeni drugovi čine sve kako bi otkrili šta se to u prošlosti dogodilo i pomogli izgubljenim dušama da pronađu večni mir. Na tom putu punom opasnosti i zamki oni upoznaju sebe, svoje vrline i mane, testiraju svoje mogućnosti i jednostavno odrastaju. Suzana, vođena neverovatnom igrom koju joj je sudbina pripremila, otkriva mnogo više nego što je ikada mogla i da pretpostavi. Saznanje da i njena porodica krije veliku tajnu promeniće je zauvek. 
Deca će saznati da priče iz davnina nisu samo legende i da bića kao što su veštica, mora, drekavac ili lesnik zaista postoje. Ovo je priča o borbi između našeg sveta i sveta demonskih bića iz staroslovenskih legendi. Međutim, pre svega, ovo je priča o prijateljstvu, o periodu odrastanja, porodičnoj ljubavi, razlici između društvenih slojeva, sistemu obrazovanja i životu koji vrlo često ume da bude surov. Komičan i živopisan, na trenutke poprilično mračan, ovaj roman pun je nepredvidivih obrtaja. Da biste predvideli rasplet ove priče, morate posedovati znanje i veštine pravog detektiva.

## Likovi
Suzana Kovač: Skromna devojčica sa sela koja kao jedino dete svojih roditelja vodi srećno i bezbrižno detinjstvo. Suzana je odličan đak i srdačna devojčica koju komšije, prijatelji i nastavnici vole. Njen život je poprilično običan, ako se izuzme činjenica da je otkako zna za sebe imala čudne neobjašnjive snove u kojima je sebe često viđala kako posećuje predele i radi stvari koje nikada nisu bile deo njene svakodnevnice. Podstaknuta očevim snovima o svetloj budućnosti, uprkos majčinom protivljenju, ona aplicira za stipendiju najelitnije srednje škole u tom delu Evrope. Uprkos maloj verovatnoći, njena aplikacija biva odobrena i krajem avgusta devojčica pakuje torbe i po prvi put odlazi od kuće. I njoj i njenim roditeljima taj rastanak teško pada.
Prilagođavanje na oštar sistem “Severne kapije”, izolovane od ostatka sveta visoko na planini, i ogromnu društvenu razliku između stipendista i redovnih učenika devojčici pada teško i ona prolazi kroz mučan period u kome se vrlo često oseća odbačeno i neshvaćeno. Gotovo odmah po dolasku devojčica uočava sićušnu belu pticu koja kreće da je progoni i da se pojavljuje gotovo svuda gde bi se uputila. Kada, prilikom jedne jurnjave lavirintom od školskih hodnika, Suzana bude shvatila da je ptica zapravo bila obličje nekakvog duha panika počinje da je savladava i ona razmišlja o povratku kući. 
Nakon što joj njen najbolji i jedini prijatelj u školi Ilija prizna da i on viđa izvesnog duha u obliku dabra, deca kreću da na sve načine istražuju svoju okolinu i zbivanja u njoj. Prateći misteriozne pojave otkrivaju staru kapiju sakrivenu u šumi zadnjeg dela imanja koja ih odvlači u sasvim drugi svet okružen divljim predelima i nestvarnim bićima. Vrlo brzo bivaju primorani da se udruže sa dvoje pripadnika viših slojeva Semilom i Lilom kojima se sve vreme prikazuju duhovu u obliku sove i vuka. Deca će morati da porade na sopstvenim nesuglasicama i predrasudama kako bi bili u mogućnosti da istraže prošlost svoje škole, savladaju mračne prepreke sveta iza kapije i pomognu izgubljenim dušama da pronađu pravdu i utočište. 
Ilija Najdanov: Stidljiv i introvertan dečak koji zbog svojih visokih ocena dobija stipendiju za “Severnu kapiju”. Neprihvaćen i vrlo često otuđen mršavi dečak jedinog prijatelja pronalazi u Suzani koja preuzima zaštitnički stav kada je on u pitanju. Ilija je dete razvedenih roditelja i poprilično je rastrzan između starog života i nove uloge koju treba da preuzme. Njegova oštroumnost i neverovatna sposobnost povezivanja činjenica i simbola u velikoj meri pomoći će Suzani da razreši misteriju koja ih okružuje.
Semil Beker: Kao sin svetski poznatog sportiste, Semil u školi užuva veliku popularnost koja mu vrlo često ne prija. Dečak atraktivnog fizičkog izgleda na sebi nosi vidljiv teret dostizanja očevih rezultata koji mu ceo svet nameće. Njegov lik ključni je u Suzaninom shvatanju da nisu sva bogata deca razmažena i da novac nije ono po čemu se ljudi kategorišu. Njegova sposobnost balansiranja i smirenost uspeva da spreči njihovu četvoročlanu družinu da se podeli na dva dela. 
Lilijana Felisija Ofreli (Lila): Tipična je razmažena lepotica iz imućne porodice uticajnog političara. Lila ima hordu vernih pratilja i poprilično je površna kada je donošenje zaključaka o drugim ljudima u pitanju. Ohola i podrugljiva ova devojčica vrlo brzo postaje Suzanin neprijatelj broj jedan. Vrlo često dve devojčica neće kriti svoju netrpeljivost jedna prema drugoj, ali će ih trenuci životne opasnosti naučiti da prevaziđu razlike i krenu da sarađuju. 

## Spoljašnje veze
- O romanu "Severna kapija: Duhovi prošlosti"
- Novo izdanje romana ”Severna kapija: Duhovi prošlosti” Архивирано на веб-сајту  (24. јануар 2019)
- Konkursi regiona: Severna kapija Архивирано на веб-сајту  (2. мај 2016)
- Hellycherry - Severna Kapija: Duhovi prošlosti
- Blacksheep magazin, o romanu Архивирано на веб-сајту  (4. фебруар 2023)